# Wachau (tájegység)
A Wachau vagy wachaui kultúrtáj Ausztria 2000 óta világörökségi védelmet élvező 30 kilométer hosszú völgyszorosa a Duna mentén, Melk és Krems an der Donau városok között, Alsó-Ausztriában. A festői fekvésű, nagy múltú szőlőtermesztő táj védelem alatt álló területe 183,87 km², amely magában foglalja a folyamvölgytől délkeletre húzódó Dunkelsteinerwald lankáit, és az északnyugatra elterülő Waldviertel közeli peremterületét is. A táj természeti környezete, települései, azok világi és egyházi építészete (várak, kolostorok, templomok, lakóházak együttese) egyfelől a vidék középkori arculatát őrzi, másfelől az ausztriai barokk építészet legszebb emlékeit vonultatja fel. A Wachau völgye szolgál az 1200 körül született felnémet hőseposz, a Nibelung-ének helyszínéül is.

## Története
A vidék az őskor óta lakott, amelyre tanúbizonyságul szolgálnak a közelben előkerült 32 ezer éves galgenbergi és 26 ezer éves willendorfi szobrocskák. A Wachau völgyében az újkőkorszakkal, az i. e. 5–2. évezredben vette kezdetét az ember nagy arányú megtelepedése. A vaskorban (i. e. 800–400) hallstatti illír népek éltek e vidéken, majd nyugatról a helyükre érkező La Tène-kori kelták alapították meg királyságukat Noricum néven. Amikor i. e. 15-ben Noricum római provincia lett, az északi limes a Duna mentén, így a későbbi Wachau vonalában húzódott. A wachaui Mautern an der Donau helyén a 2. században Favianis néven katonaváros épült, ahol egyebek mellett a rómaiak dunai hajóflottái is állomásoztak. A limest a 4. század végén, a birodalom összeomlásával számolták fel, s 453-ban szintén a mai Mautern helyén Szent Szeverin kolostort alapított. Ennek köszönhetően a további évszázadokban a Wachau északkeleti kapujában álló városka fontos vallási központ lett, amely többek között az Itáliába irányuló zarándoklatok egyik fontos közbeeső állomása volt. 853-ban már locus Wahowa néven említették a régiót, amely 976-tól az Ostmarkot uraló Babenbergek uralma alatt állt, 1430-ban pedig II. Albert osztrák herceg tette rá a kezét, s 1438-ban immár uralkodóként a Német-római Birodalom részévé tette Wachaut.
Az ember már a neolitikumban erdőirtó tevékenységbe fogott ezen a tájon, a természeti környezet azonban csupán a 9. század első felében változott meg radikálisan, amikor bajor és salzburgi szerzetesek fogtak teraszos szőlőművelésbe a Wachau lankáin. Az elkövetkezendő évszázadokban a borkereslet és az éghajlat függvényében a művelés alá vont területek nagysága folyamatosan változott, a wachaui polgároknak mindenesetre tartós jólétet biztosított a szőlőművelés. A völgy középső részén például négy városka (Weißenkirchen in der Wachau, Joching, Sankt Michael és Wösendorf in der Wachau) 1150 és 1839 között egyesülve, saját önkormányzattal és önrendelkezési joggal felvértezett közösségként élte életét, de több wachaui település élt a középkor óta a szőlőhegy-vámoltatás (ius montanum de vinea), azaz egyfajta boradókivetés jogával.
1477-ben I. Mátyás magyar király vette ostrom alá Krems és a közeli Stein an der Donau várát – sikertelenül. Később, a 16. században az ausztriai ellenreformáció egyik fő bázisa volt a Wachau völgye. A katolicizmus erőteljes jelenlétének és a völgy kultúrájára gyakorolt hatásának tanúja a 16–18. században barokk stílusban felépített vagy átépített megannyi kolostor, templom, kápolna és szakrális kisemlék. Ugyanebben az időben a gazdaság hagyományos szerkezete is átalakult: a 17. századra a völgy mélyebben fekvő területein szántóföldek és legelők, a hegytetőkön erdők hódították el a szőlővel beültetett területeket. A 18. század második felétől a vidék történelmi-kulturális jelentősége elenyészett, a kolostorokat szerzeteseik elhagyták. A völgy lakói a jövedelmezőség növelése érdekében racionalizálták, azaz tovább csökkentették a szőlőültetvények nagyságát, ezzel a legelőterületek – különösen a magasabban fekvő területeken – bővültek.
A 19. század hadjáratai, később a rivális burgenlandi és olaszországi borvidékek kereskedelmi előretörése, a filoxéravész, a mind korszerűbb vízi, majd a kiépülő vasúti közlekedés megváltoztatta a Duna-völgy arculatát. A szőlőtermesztés mellett megjelent a máig intenzív sárgabarack-termesztés, de a Wachau elsősorban a hagyományaira támaszkodó és ízletes borával csábító kedvelt pihenőterületté vált. A napjainkban termesztett legfontosabb borszőlőfajták a rizling (Riesling) és a zöld veltelini (Grüner Veltliner).

## A helyszín

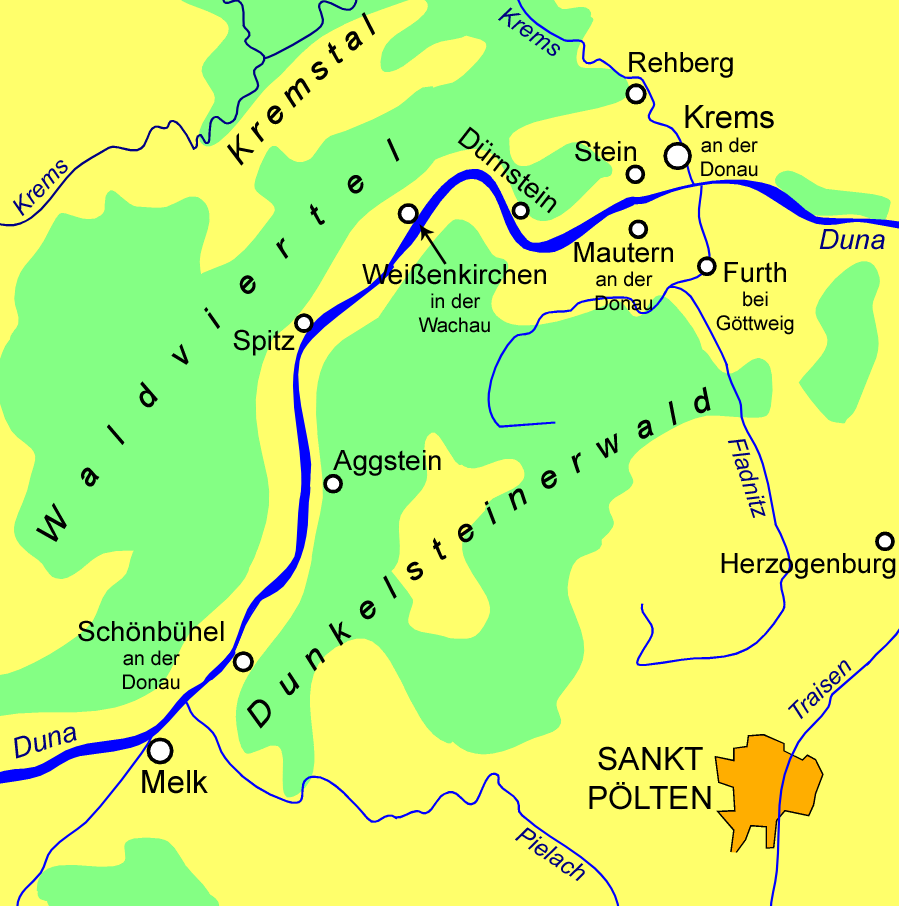
Wachau átnézeti térképe

A Wachau a Duna völgyének Melk és Krems an der Donau között húzódó 30 kilométeres szakasza, az azt délkeletről övező Dunkelsteinerwald és az északnyugatra elterülő Waldvierteil lankáival. A Duna itt vág utat magának a prekambriumi kőzetekből álló Cseh-masszívum délkeleti peremén, völgyszorosa helyenként kiszélesedik, itt nagy mennyiségű agyag és lösz található. Az emberi beavatkozás, a meredek partszakaszok teraszos szőlőültetvényekké alakítása főként a folyásirány szerinti, napsütötte bal oldalt jellemzi.
A wachaui városok története jellemzően a 11–12. századig megy vissza. A legrégibb előzményekkel rendelkező település a Wachau keleti bejáratánál található Mautern an der Donau, amelynek helyén a 2. századtól római castellum (Favianis), majd az 5. századtól a Szent Szeverin alapította kolostor és az azt körülvevő erődített település állt. A települések magjai – a legjellemzőbb példák Mautern mellett Sankt Lorenz és Bacharnsdorf – településszerkezeti tekintetben napjainkban is őrzik kora középkori sajátosságaikat. A középkori évszázadok tanúja több, a városokon kívül található várrom és várkastély (a legjelentősebbek: Aggstein, a Weißenkirchen in der Wachau-i Teisenhoferhof, a kremsi Gozzoburg), valamint a többnyire román kori alapokra épült gótikus erődtemplomok (Sankt Michael, Weißenkirchen in der Wachau).
A Duna menti piacvárosok majd mindegyikére jellemzőek a többnyire 13–14. századi erődített várak, templomok és belterületi toronyházak, a legrégibb összefüggő településrészek épületei azonban nem régebbiek a 15–16. századnál. A korábbi faházakat ekkoriban kezdték felváltani a terméskőből felfalazott lakóépületek, és ugyanekkor terjedtek el a Wachaura oly jellemző kontyolt és csonkakontyolt tetőszerkezetek. A települések építészeti arculata egységes képet mutat: a kontyolt tetővel koronázott kőházak jellemzően kétemeletesek, homlokzatuk és oromzatuk síkja egymáshoz képest eltér, azaz kiugró vagy éppen süllyesztett. Sok helyütt ma is jellemzőek az ebből a korból való, konzolokkal alátámasztott erkélyek, szoborfülkék, a házbelsők falfestései vagy sgraffitói. Az egykori borkereskedők házai U vagy L alaprajzú, kéttraktusú épületek, amelyek többnyire a 16–17. században épültek. Ugyanebből a korszakból származnak azok az egyszerű, két- vagy négyosztatú tornácos házak, amelyek kétszintes borospincerendszerekre épültek (pl. Weißenkirchen in der Wachau, Dürnstein). Ezeken eltérő gerincmagasságú, ezzel festői összevisszaságot eredményező (csonka)kontyolt és nyeregtető egyaránt található. A 17–18. századtól mindinkább a barokk stílus kezdett eluralkodni a Wachau völgyének szakrális építészeti képén: új templomok és kápolnák épültek, de több középkori kolostort és apátságot is jelentősen átépítettek ebben a korban (pl. a melki, dürnsteini, schönbüheli és Furth bei Göttweig-i apátságokat).
A települések feletti, magasabban fekvő részeken néhány szőlészgazda kiterjedtebb, 18–19. századi borgazdasága, valamint kisebb szakrális épületek, kápolnák találhatóak. A 19. század második felétől majd mindenütt felbukkantak az újabb kereskedelmi és ipari épületek (fogadók, malmok, sóraktárak stb.), néhány településen pedig már az épületek java része a 19–20. századra datálható (pl. Krems és Melk külvárosi részei, valamint Schönbühel an der Donau, Aggsbach Dorf, Dürnstein Oberloiben nevű városrésze).

### A települések listája
A Wachau két legjelentősebb települése Krems (23 773 fő, 2001) és Melk (5236 fő, 2001). A Duna menti települések a folyás irányában, délnyugat felől a következők:

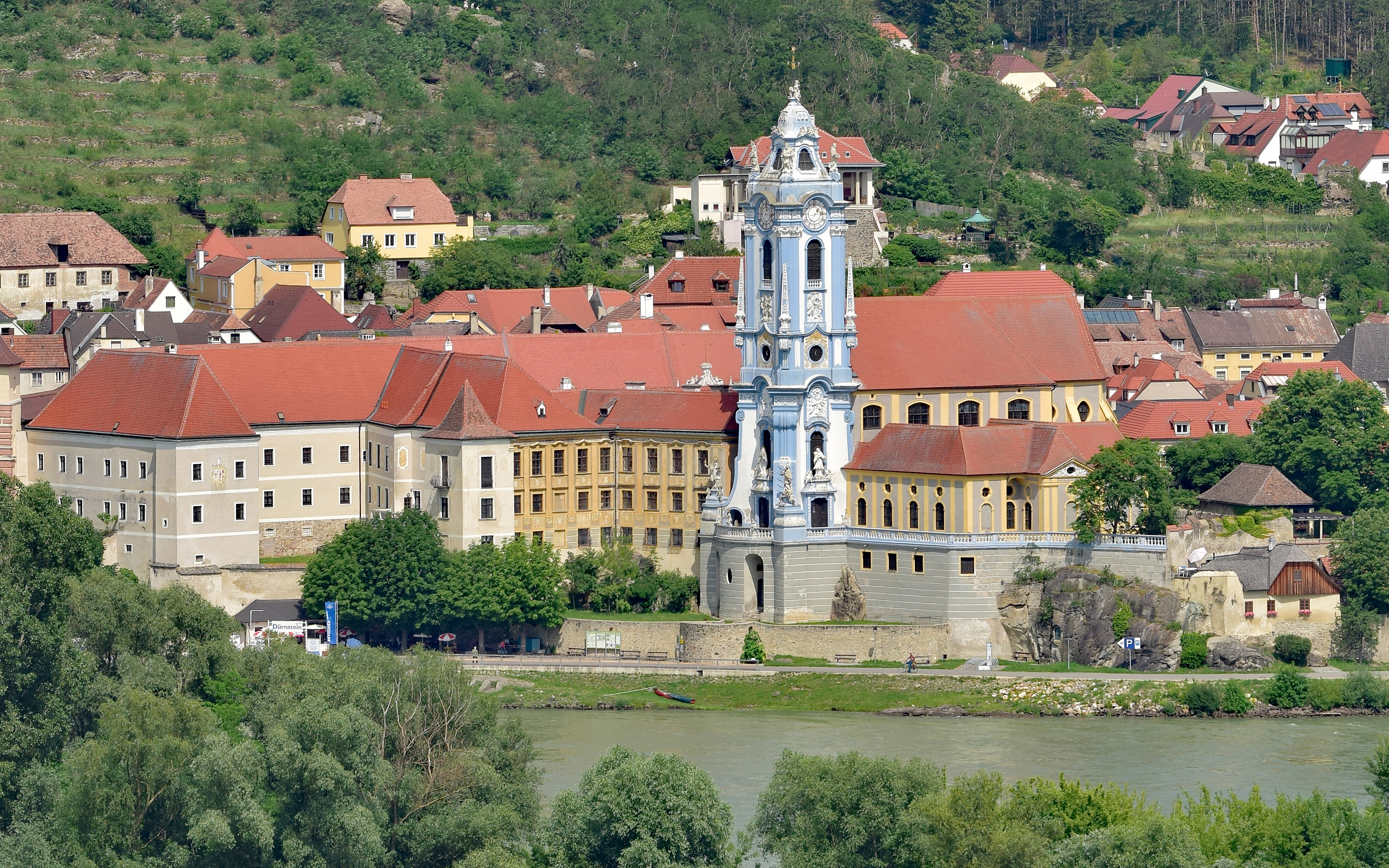
Dürnstein barokk stílusú temploma

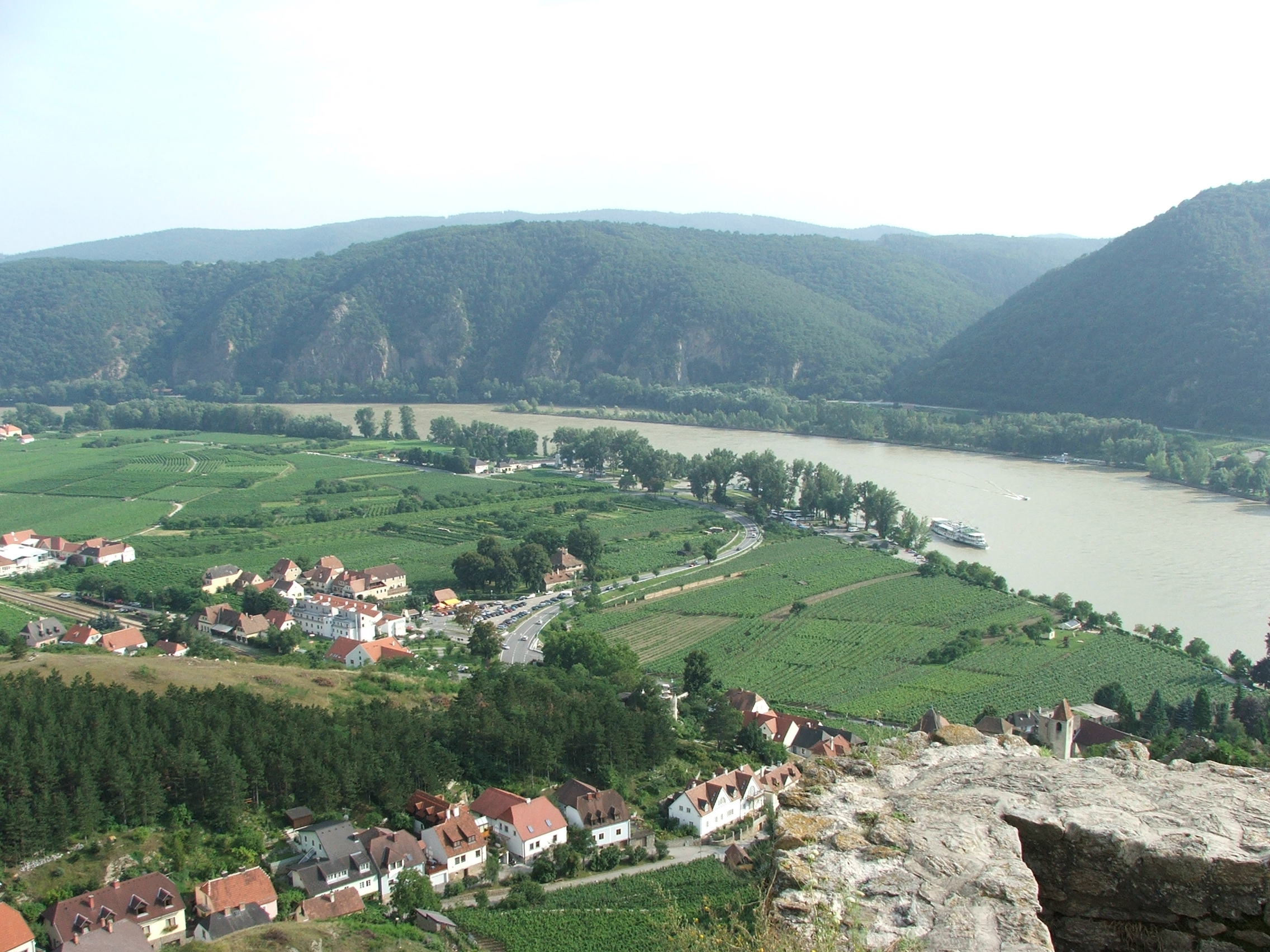
A Duna Dürnsteinnél

| Bal part - Emmersdorf an der Donau - Hofamt - Schalemmersdorf - Goßam - Grimsing - Aggsbach Dorf - Kötering - Groisbach - Willendorf in der Wachau - Schwallenbach - Spitz an der Donau - Sankt Michael - Wösendorf in der Wachau - Joching - Weißenkirchen in der Wachau - Dürnstein - Oberloiben - Unterloiben - Förthof - Stein an der Donau - Krems an der Donau | Jobb part - Melk - Spielberg - Pielachberg - Hub - Schönbühel an der Donau - Aggsbach Markt - Aggstein - Sankt Johann im Mauerthale - Oberarnsdorf - Holarnsdorf - Mitterarnsdorf - Bacharnsdorf - Sankt Lorenz - Rührsdorf - Rossatz - Rossatzbach - Unterbergern - Hundsheim - Mauternbach - Mautern an der Donau - Furth bei Göttweig |